# Југозападна Африка
Југозападна Африка (енгл. South West Africa, афр. Suidwes-Afrika) је био назив за подручје данашње Намибије током владавине Немачког царства (1915—1919) и Јужноафричке Уније/Јужноафричке Републике (1919—1990).

## Историја

### Немачка владавина
Ова територија је током главнине немачке колонијалне власти од 1884. године била позната под именом Немачка југозападна Африка. Немачка је имала доста проблема у управљању колонијом због сталних побуна домородачког становништва.
Главна лука у колонији, Валвис Беј, и Пингвинска острва били су анектирани од стране Уједињеног Краљевства и прикључени колонији Рт добре наде 1878. године. Године 1910. постали су део Јужноафричке Уније.
Након потписивања споразума Хелголанд-Занзибар 1890. године, из северног подручја британске колоније Бечуаналенд издвојен је коридор који се протезао до реке Замбези и био прикључен Немачкој југозападној Африци. Добио је име Каприви, по тадашњем немачком канцелару Леу фон Капривију.

### Владавина ЈАР-а

#### Мандатни период
Током Јужноафричког похода у Првом светском рату 1915. године, јужноафричке снаге су заузеле Немачку југозападну Африку. Након рата, Париска мировна конференција је 1919. мандат над овим подручјем доделила тадашњем британском доминиону Јужноафричкој Унији.
Након Другог светског рата и оснивања Организације уједињених нација, било је предвиђено да Југозападна Африка постане мандатно подручје УН-а. Јужноафричка Унија се успротивила овој одлуци УН-а и одбила процес стицања независности Југозаопадне Африке. Влада Јужноафричке Уније третирала је ово подручје као своју пету провиницију.
Због оваквог става Јужноафричке Уније, проблем је неколико пута током 1950-их био темом дисуксије пред Међународним судом правде, али то није имало никаквог учинка на разрешавање питања.
У јеку деколонизације Африке крајем 1950-их и почетком 1960-их, становништво Југозападне Африке је 1960. покренуло је иницијативу за ослобођење и независност. Најмасовнија ослободилачка организација била је Југозападноафричка народна организација (СВАПО).

#### Одузимање мандата
Генерална скупштина Организације уједињених нација је 1966. године изгласала Резолуцију 2145, којом је укинула мандат ЈАР-у над Југозападном Африком, те њена влада више није имала право да држи администрацију над овим подручјем. Резолуције УН-а биле су највише што је на међународном плану достигнуто у борби за еманципацију Југозападне Африке, јер влада ЈАР-а није имала намеру да напусти ово подручје.
Југозападна Африка је постала позната под именом Намибија од 12. јуна 1968. године, када Генерална скупштина УН-а тој територији доделила ново име Резолуцијом 2372. СВАПО је био препознат од стране УН-а као организација која представља намибијски народ, те је имала статус посматрача.
Влада Јужноафричке Републике је током своје владавине над Намибијом поримењивала исти систем апартхејда као и на својој територији. Власти ЈАР-а основале су на подручју Намибије 10 бантустана крајем 1960-их и почетком 1970-их, од којих су три добила самоуправу. У односу на главни део Јужноафричке Републике апартхејд је био још израженији због многоструко мањег броја белаца. Бантустани су се налазили у неплодним и сиромашним подручјима којима је мањкало услова за живот, а једина им је сврха била гетоизација домородачког црначког становништва. За разлику од Јужноафричке Републике, у Југозападној Африци бантустани су укинути раније, 1980. године. Уместо њих основани су етнички савети који више нису имали територијалну ограниченост, што је био део Турнхале плана за Намибију. Овако ублажен апартхејд је остао номинално на снази све до 1990. године и независности.
Са мењањем међународних односа између Истока и Запада, влада ЈАР-а је била присиљена да 1988. године покрене процес давања независности Намибији, чиме је завршен рат на овом подручју. Процес стицања независности завршен је 21. марта 1990. године када је проглашена Република Намибија. Валвис Беј и Пингвинска острва враћена су Намибији 1994. године.